# 2,3 ثنائي الفوسفوغليسيرات
2,3 ثنائي الفوسفوغـليسـيرات (2,3 Bisphosphoglycerate) أو (2,3 BPG) صيغته الجزيئية C3-H8-O10-P2، هو مركب يتكون من ثلاثة ذرات كربون، تتصل اثنتان منها بمجموعة فوسفات، أما الأخرى فهي مجموعة كربوكسيلية مشحونة. يأتي في الدم على شكل مركب ذو خمس شحنات سالبة ويلعب دور مهم في تنظيم ارتباط الأوكسجين بالهيموغلوبين في الأماكن المخلتفلة في الجسم، وهو ناتج عن عملية تحلل السكر الـ(Glycolysis) في خلايا الدم الحمراء

## الوظيفة
تكمن أهمية هذا المركب لدى الإنسان في كونه يحدد مدى قوة ارتباط الهيموغلوبين بعنصر الأوكسجين من عدمها.
حيث يثبط في حال ارتباطه بسلسلة (ب) الهيموغولبونية حمل أي عنصر أكسجين ( تأثير تفارغي Allosteric ) ففي الرئتين على سبيل المثال تقل قابلية ارتباط هذا المركب بالهيموغلوبين ليسمح بارتباط الأوكسجين عوضاً عنه، بينما تزداد في في الأنسجة والأعضاء لكي يجبر الأوكسجين على مغادرته والبدء بتأدية وظائفه الفسيولوجية. على العكس تماماً تنعدم فاعليته وتأثيره على الهيموغلوبين الجنيني HbF الذي يتميز بقوة ارتباطه بالأوكسجين المنتقل من الأم.

## فسيولوجي
عوامل فسيولوجية تحدد مدى رغبة الهيموغولبين بالارتباط بذرة أوكسجين
| خفض رغبة الارتباط            | زيادة رغبة الارتباط          |
| ---------------------------- | ---------------------------- |
| الـ pH في الدم منخفض         | الـ pH في الدم مرتفع         |
| ضغط ثاني أكسيد الكربون مرتفع | ضغط ثاني أكسيد الكربون منخفض |
| الحرارة المرتفعة             | الحرارة المنخفضة             |
| تركيز الـ2,3 BPG مرتفع       | تركيز الـ2,3 BPG منخفض       |
| تركيز ذرات الهيدروجين مرتفع  | تركيز ذرات الهيدروجين منخفض  |